# LyX
LYX är en ordbehandlare baserad på LATEX. Den är speciellt användbar för att skriva vetenskapliga artiklar och dokument som använder mycket matematiska formler. Andra styrkor är god typografisk kvalitet och stödet för referensdatabaser.

## Jämförelse med vanliga ordbehandlare
LyX ser ut som en vanlig WYSIWYG-ordbehandlare, men utvecklarna talar i stället om "WYSIWYM", "What you see is what you mean", alltså "det du ser är det du menar": användaren skall inte bry sig om det slutliga utseendet medan dokumentet skrivs, utan koncentrera sig på vad han eller hon vill ha sagt. Då man använder LyX ligger tyngdpunkten mer vid dokumentets struktur; utseendet väljs i första hand genom val av dokumentmall och övriga dokumentinställningar. Det finns mallar för brev, presentationer, artiklar och böcker i olika varianter, bland annat färdiga mallar för artiklar i ett antal vetenskapliga tidskrifter. Typsnitt och spaltbredd i editeringsvyn kan väljas oberoende av typsnitt och spaltbredd vid utskrift.
Vissa trick för att justera utseendet, som användare av WYSIWYG-program ofta vant sig vid, till exempel extra blankrader, mellanslag för indrag o.s.v. fungerar inte. Detta kan vara frustrerande, men i gengäld blir indrag och mellanrum mellan bokstäver, ord, rader och stycken automatiskt väl avvägda, utom i särskilt problematiska fall. Extra utrymme kan läggas in explicit och också andra detaljer kan styras i detalj, men detta är inte det första man skall tänka på då man bekantar sig med programmet.
Inför utskrift eller förhandsgranskning sätts och ombryts dokumentet med LaTeX. Dokumentets utseende kommer därmed att bestämmas av TeXs algoritmer och skilja sig från utseendet i editeringsvyn, i synnerhet ifråga om marginaler, radbrytning och typsnitt (och om användaren lagt in styrkoder som LyX inte helt förstår). Däremot sammanfaller vad som visas i den explicita förhandsvisningen vad gäller radbrytning och liknande med vad man får vid utskrift – i motsats till många andra ordbehandlare – oberoende av använd dator och skrivare.
De flesta av LyX egenskaper är tillgängliga via menyer som i vilken som helst ordbehandlare, men den som behärskar TeX kan alltså använda ytterligare funktioner (eller skriva LaTeX-kod istället för att använda musen).

## Filformat och hjälpprogram
Normalt sparar LyX sina dokument i ett eget format, som skiljer sig från LaTeX genom en uppsättning egna makron. Det går att exportera filer som ren LaTeX och, beroende på vilka program som finns installerade på datorn, i en mängd olika format. Välfungerande program finns åtminstone för konvertering till DocBook, Postscript, HTML och PDF. Stöd för andra ordbehandlares format finns, men kan vara bristfälligt.